# Felix Strasser

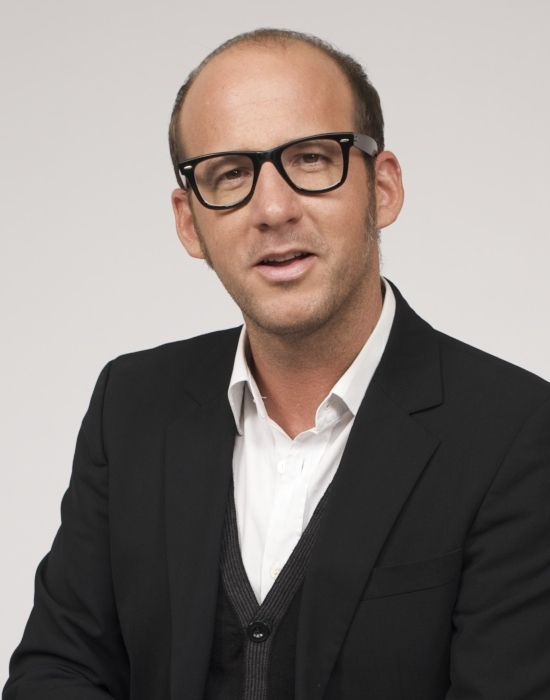
Felix Strasser (2010)

Felix Strasser (* 13. Mai 1976 in Ravensburg; † 5. Oktober 2017 in Konstanz) war ein deutscher Regisseur, Autor und Theaterpädagoge.

## Leben

### Studium
Felix Strasser studierte zuerst Wirtschaftswissenschaften an der Universität/Gesamthochschule Essen, dann an der Pädagogischen Hochschule Weingarten. Er war Lehrer an der Herzog-Philiipp-Verbandsschule Altshausen, bevor er 2003 an der Universität der Künste Berlin Theaterpädagogik studierte. Prägend für sein späteres Schaffen im Theater waren dort unter anderem Kristin Wardetzky, Horst Hawemann und Wolfgang Wermelskirch.

### Theater
An der Universität der Künste Berlin war Strasser 2005 künstlerisch-pädagogischer Mitarbeiter am Institut für Theaterpädagogik. Er arbeitete u. a. an der Volksbühne am Rosa-Luxemburg-Platz und am Hebbel am Ufer – HAU. Ab 2006 inszenierte er am Theater Konstanz und wurde 2007 Direktor des jungen theaters konstanz. 2010 bis 2014 arbeitete Strasser als freier Regisseur und Theaterpädagoge. Hierfür gründete er Die Spielmacher, das sich als erstes mobiles theaterpädagogisches Zentrum Deutschlands bezeichnet. Strasser arbeitete in dieser Zeit als Dozent an verschiedenen internationalen Hochschulen und Universitäten im Fachbereich Theaterpädagogik. Seit März 2014 lehrte und arbeitete Strasser fest an der Hochschule Konstanz – HTWG – im Bereich Theaterpädagogik und war Leiter des Theaters Hochschule Konstanz. Er starb 2017 an seinem Arbeitsplatz in der HTWG, Notärzte stellten einen natürlichen Tod fest.

### Rundfunk
Im Juli 2015 initiierte Strasser „Fischersbräutigam“, das Radio der Hochschule Konstanz. Seit Oktober 2015 leitete er gemeinsam mit Andreas P. Bechtold den Rundfunk der Hochschule Konstanz. „Fischerbräutigam“ produziert heute unter der Leitung von Anna Hertz Unterhaltungssendungen, Nachrichtenformate und Musik.

### Multimedia
Im Mai 2016 entstand das Computerspiel „STRASSER!“, kreiert vom Informatiker Stephan Trube und der Kommunikationsdesignerin Anastasia Surikov. Im September 2016 ging die zweite, verbesserte Version des Retro-Computerspiels online. Sie ist frei zugänglich.

## Werk
Neben seiner Theaterarbeit als Regisseur und Theaterpädagoge war Felix Strasser ein Verfasser von Fachliteratur im Bereich der Theaterpädagogik, wobei er sich besonders mit dem Stellenwert der Didaktik im zeitgenössischen und postdramatischen Theater auseinandersetzte. 
Besondere Merkmale seiner Inszenierungen waren ungewöhnliche Wechsel zwischen Tanz- und Sprechtheater sowie eine surreale Bildsprache. Strasser galt als Experte für Erzähltheater im deutschsprachigen Kinder- und Jugendtheater. Unter der Intendanz von Christoph Nix am Theater Konstanz arbeitete Strasser als Direktor des Kinder- und Jugendtheaters mit Künstlern wie Wulf Twiehaus, Stephan Testi, The Tiger Lillies oder Michael Helming zusammen.
Strasser engagierte sich seit 2014 stark ehrenamtlich. Er leitete gemeinsam mit Regine Weißinger und Fridolin Weiner die Kinderakademie Konzilstadt Konstanz. Diese sucht mit Kindern der 3. und 4. Schulklassen in zwei Semestern pro Jahr einen eigenen Zugang zu Konstanz und seinem Konzil. Sie findet jährlich zweimal im Rahmen des 600-jährigen Konziljubiläums 2014–2018 statt.

## Jurytätigkeiten und Auszeichnungen
Jurytätigkeiten
- Theatertage am See im Bereich Kinder- und Jugendtheater 2007–2012
- Jugendtheaterpreis Baden-Württemberg 2008–2010
- Otfried-Preußler-Kinderstückpreis 2013

Preise und Auszeichnungen
- Förderpreis der Pädagogischen Hochschule Weingarten 2001, für Figurentheater in der Grundschule
- Einladung zum Schultheater der Länder 2012 nach Berlin für „Die Glückskinder und das verkaufte Lächeln“

## Inszenierungen (Auswahl)
- Neusehland, UA: Hebbel am Ufer – HAU, Berlin, 2005
- Tag am Meer, UA: TanzTangente, Berlin, 2006
- Love of my Life, UA: Theater Konstanz, 2007
- Projekt Schwabenkinder, UA: Theater Konstanz, 2007
- Traumhalden, UA: Theater Konstanz, 2008
- Genua 01: Theater Konstanz, 2008
- Gehen wir, der Wagen wartet, DSE: junges theater konstanz, 2008
- König Lindwurm, DSE: junges theater konstanz, 2009
- Querschläger, UA: Theater Konstanz, 2009
- Pleasant View, UA: Theater Konstanz, 2009
- Das ist Esther: junges theater konstanz, 2009
- Best of Nibelungen: junges theater konstanz, 2011
- 9/11, UA: Theater Konstanz, 2011
- Kleiner Werwolf: Theater Ravensburg, 2012
- Die Glückskinder und das verkaufte Lächeln, UA: Scheune Wilhelmsdorf / Theater Ravensburg, 2012
- Die Geschichte von Thelma & Louise, UA: Theater Ravensburg, 2013
- Die Freiheit der Andersdenkenden – Ein Shortcut Revolusical, UA: Theater Hochschule Konstanz, 2014
- Weiter, Weiter! Ein szenischer Rundgang durch das Konstanzer Rathaus, UA: Theater Hochschule Konstanz, 2014
- Peter und der Wolf Südwestdeutsche Philharmonie Konstanz – EduArt, 2014
- Ruhig Blut, UA: Theater Hochschule Konstanz, 2015
- #Mittsommer, UA: Theater Hochschule Konstanz / Südwestdeutsche Philharmonie Konstanz, 2015
- Ramayana. Ein Heldenversuch: Theater Hochschule Konstanz, 2016
- Geschichten aus dem Jenseits, UA: Theater Hochschule Konstanz, 2016
- Liebe Macht Nass, UA: Theater Hochschule Konstanz / Südwestdeutsche Philharmonie Konstanz, 2017
- Der Rote Arnold, UA: Theater Hochschule Konstanz, 2017

UA: Uraufführung, DSE: deutschsprachige Erstaufführung.

## Schriften (Auswahl)
- Figurentheater in der Grundschule. Hohengehren 2002, ISBN 3-89676-549-3.
- Theaterpädagogik im Postdramatischen Theater. Saarbrücken 2008, ISBN 978-3-8364-6390-4.